# کلیسای هوهانس مقدس (آوان)
- کلیسای هوهانس مقدس (آوان) (ارمنی: Սուրբ Հովհաննես եկեղեցի (Ավան)؛ انگلیسی: St. John) یک کلیسا متعلق به کلیسای حواری ارمنی واقع در ناحیه آوان، شهر ایروان در کشور ارمنستان می‌باشد. ساخت و ساز این ساختمان در سده ۷ام میلادی؛ به پایان رسید. این بنا به سبک معماری ارمنی طراحی شده است.